# ヒタチエクスプレス硬式野球部
ヒタチエクスプレス硬式野球部（ヒタチエクスプレスこうしきやきゅうぶ）は、愛知県小牧市に本拠を置き、日本野球連盟に加盟していた社会人野球の企業チームである。2008年に解散した。
運営母体は、倉庫運輸業のヒタチエクスプレス。茨城県日立市を本拠とする日立製作所硬式野球部との関連はない。

## 概要
倉庫運輸業のヒタチエクスプレスが社内活性化のために、2006年秋に硬式野球部『ヒタチエクスプレス硬式野球部』の発足を発表。
東海地区は企業チームがひしめき合う激戦区であることから、当初愛知県野球連盟、東海地区野球連盟はクラブ登録からのスタートを勧めたが、チーム関係者の強い熱意により、東海地区13年ぶりの新規企業登録チームとして2007年3月9日付けで日本野球連盟への加盟が公示された。他チームからの移籍選手やセレクションに合格した新人選手中心で、第78回都市対抗野球大会愛知県・三重県1次予選が公式戦デビューとなったが、圧倒的な力の差を見せつけ、クラブチームを連破、同予選を1位通過し、東海地区二次予選に駒を進めた。今後の飛躍が期待されるチームの一つだった。
だが、2008年10月31日付でヒタチエクスプレスが事業停止、自己破産の申請手続きに入った。東海地区野球連盟は11月5日、11月6日付で解散すると発表し、日本野球連盟は11月19日付けで解散を公示した。

## 設立・沿革
- 2006年 - セレクション実施、チーム設立。
- 2007年 - 『ヒタチエクスプレス』として、日本野球連盟に企業チームとして登録。
- 2008年 - 母体の破産に伴い、解散。

## 出身プロ野球選手
- 大原淳也（内野手） - 廃部に伴いアークバリアドリームクラブに移籍後、四国・九州アイランドリーグの香川オリーブガイナーズを経て、2010年ドラフト7位で横浜ベイスターズに入団

## 元プロ野球選手の競技者登録
- 佐藤和宏（元：大阪近鉄バファローズ、東北楽天ゴールデンイーグルス） - 投手→退団